# Live (신승훈의 음반)
Live는 신승훈이 처음으로 내는 비정규 앨범이자, 라이브 음반이다. 이 앨범은 콘서트의 실황이 담긴 CD이며, 이 콘서트는 1992년 6월 28일 뉴 키즈 온 더 블록 공연 사고 이후에 처음으로 잠실 체조 경기장에서 열린 콘서트이다. 1992년 12월 9일 발매됐다.

## 음반
Live 앨범은 신승훈이 데뷔 후 처음으로 내는 비정규, 라이브 음반이다. 당시 뉴 키즈 온 더 블록의 공연에서 사고가 일어난 이후, 대관이 어려웠으나 이 문제를 결국 해결하며 사고 이후 처음으로 대형 콘서트를 열었다. 또한 이 콘서트에서 신곡인 〈당신은 사파이어처럼〉이란 노래를 팬들에게 선보이기도 했다.

## 수록곡
| #             | 제목                                 | 작사          | 작곡          | 재생 시간 |
| ------------- | ------------------------------------ | ------------- | ------------- | --------- |
| 1.            | 〈오프닝 + 날 울리지마〉             | 김창환        | 김창환        | 6:38      |
| 2.            | 〈미소 속에 비친 그대〉              | 신승훈        | 신승훈        | 6:23      |
| 3.            | 〈가을빛 추억〉                      | 유정연        | 유정연        | 4:35      |
| 4.            | 〈당신은 사파이어처럼 (Intro Live)〉 |               |               | 0:34      |
| 5.            | 〈당신은 사파이어처럼 (In Studio)〉  | 천성일        | 천성일        | 3:17      |
| 6.            | 〈햇살속으로〉                       | 백병교        | 백병교        | 6:26      |
| 7.            | 〈오늘같이 이런 창밖이 좋아〉        | 신승훈        | 신승훈        | 5:05      |
| 8.            | 〈우연히〉                           | 박광현        | 박광현        | 4:37      |
| 9.            | 〈보이지 않는 사랑〉                 | 신승훈        | 신승훈        | 6:39      |
| 총 재생 시간: | 총 재생 시간:                        | 총 재생 시간: | 총 재생 시간: | 44:04     |

## 제작진
- All Arrange : 김형석
- Drum : 김희연
- Bass : 이태윤
- Guitar : 신대철
- Piano : 김형석
- Synth : 김효국
- Computer : 원창준
- Chorus : 우길자 • 이은정
- Recording & Mixing : 최병철
- Studio : 아시아 Studio